# پرووایدنس، سیمپسون، کنتاکی
پرووایدنس (به انگلیسی: Providence) یک منطقهٔ مسکونی در ایالات متحده آمریکا است که در شهرستان سیمپسون، کنتاکی واقع شده‌است. پرووایدنس ۲۲۴٫۰۳ متر بالاتر از سطح دریا واقع شده‌است.